# Cappellano

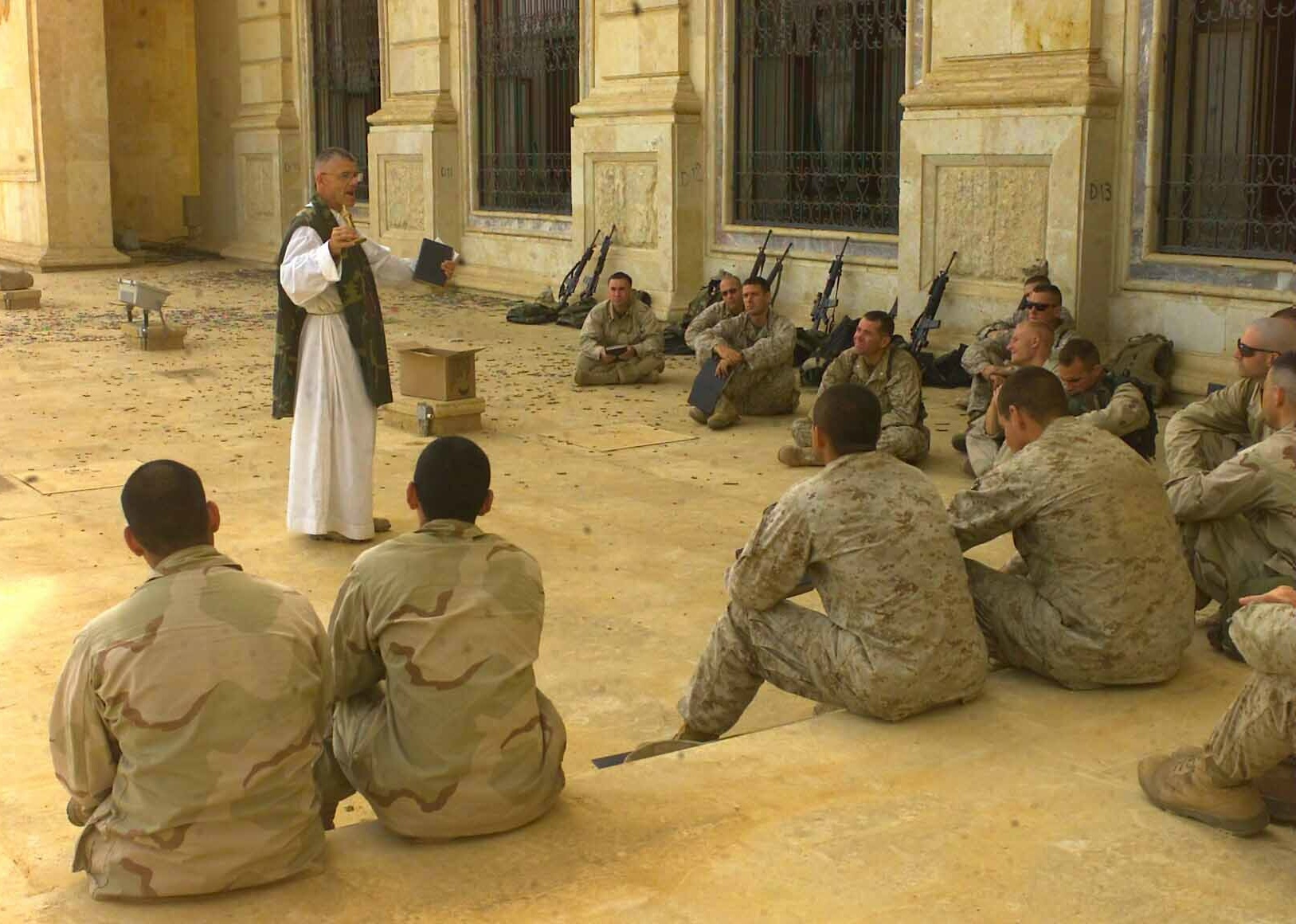
Cappellano militare con un gruppo di soldati in Iraq.

Il cappellano è un sacerdote che non ha la gestione di una parrocchia, bensì di una cappellania, e che non ha perciò cura d'anime. A un cappellano, secondo il diritto canonico, può anche essere assegnato il servizio religioso di determinati enti o istituzioni come confraternite.

## Definizione
È detto cappellano un sacerdote che affianca il parroco nel suo ministero o ne fa le veci: in questo senso cappellano è sinonimo di vicario parrocchiale.
Il Cappellano di Sua Santità è invece un titolo onorifico che viene conferito a seguito di una speciale concessione della Santa Sede.
Una figura ormai storica è il cappellano di corte o reale.

## Inquadramento giuridico
Lo status giuridico dei cappellani varia a seconda degli ambiti in cui svolgono assistenza spirituale, ad esempio:
- in ambito militare, essi sono considerati a tutti gli effetti membri dell'Arma e sono legati allo Stato da un rapporto pubblico;
- negli istituti di prevenzione e di pena, i cappellani sono legati da un rapporto pubblico a tempo indeterminato;
- nel caso dell'assistenza spirituale ai membri della Polizia di Stato, essi non sono legati a questa da un rapporto pubblico;
- nel caso degli enti ospedalieri, essi mantengono un'autonomia tale da non essere inquadrabili in un rapporto pubblico;
- cappellano dell'Aviazione Civile (cappellani aeroportuali).[3]

In relazione alle confessioni religiose acattoliche, l'assistenza spirituale è garantita da tutte le intese finora sottoscritte: infatti, prima l'intesa con la Tavola valdese e poi le intese successive (quella con l'Unione italiana delle Chiese avventiste, con le Assemblee di Dio in Italia, con l'Unione cristiana evangelica battista e con l'Unione delle comunità ebraiche italiane) hanno stabilito che l'assistenza spirituale deve essere garantita ai militari, negli ospedali, nelle case di cura, ai pensionati e negli istituti penitenziari. Inoltre, in tutte queste intese, ad eccezione di quella sottoscritta con l'Unione delle comunità ebraiche italiane, viene sancito il principio per cui gli oneri finanziari relativi allo svolgimento delle attività di assistenza spirituale sono a carico dei rispettivi enti ecclesiastici di competenza e non a carico dello Stato.
Il riferimento a quest'ultimo principio, la dottrina sembra apprezzare la scelta del legislatore: lo Stato, in armonia con l'art. 11 dell'Accordo del 1984, si dovrebbe limitare ad un impegno generico a garantire l'assistenza spirituale, senza entrare nel merito dell’organizzazione del servizio di specifici aspetti della disciplina del pubblico impiego. Tra l'altro, il vecchio criterio ex art. 29 lettera H del Concordato del 1929 (confermata dall'art. 7 dell'Accordo del 1984), che equiparava "il fine del culto o di religione al fine di beneficenza e di istruzione", è stato del tutto sovvertito dall'art. 16 della legge n. 222/1985. La norma stabilisce che non sono attività di culto o di religione né quelle attività di assistenza e beneficenza, istruzione ed educazione, né quelle attività commerciali a scopo di lucro. Questa norma ha creato dubbi sul fatto che gli ecclesiastici, chiamati a svolgere l'assistenza spirituale, siano nominati dallo Stato su designazione dell'autorità ecclesiastica, in quanto l'interesse non è solo pubblico e non può gravare solo sullo Stato.

### Il cappellano maestro
Il cappellano maestro è considerato una delle prime reali istituzioni di scuola pubblica nell'ambito dei borghi e delle comunità rurali dell'Italia centro-settentrionale. Si trattava di un sacerdote incaricato dell'istruzione dei bambini del popolo, nominato e stipendiato dal Comune. Si ha testimonianza di questa figura almeno tra il XVII secolo e la metà del XX, ma non si esclude che l'istituzione possa essere più antica.
A titolo di esempio, seguono alcuni punti dell'accordo stipulato tra il Comune di Garbagna Novarese e il proprio cappellano maestro il 10 settembre 1824, che ne esplicitano funzioni, diritti e doveri. Il cappellano maestro
- insegna giornalmente a tutti giovani del Comune e delle frazioni, indistintamente, a leggere, scrivere, contare e la dottrina cristiana, tranne i giorni festivi e il giovedì;
- si può assentare durante i due mesi dell'autunno, previa notifica al Comune;
- celebra Messa a mezzogiorno dei giorni festivi e la mattina dei giorni feriali;
- in caso di maltempo, si reca alla chiesa parrocchiale per benedire il tempo ed in correspettivo di ciò potrà collettare noia, solo in Garbagna e nelle frazioni;
- durante la Quaresima fa recitare un terzo del Rosario presso la chiesa parrocchiale e presso la cappella della Madonna Addolorata, sempre verso le ore 18;
- riceve dal Comune il compenso di 600 lire di Milano all'anno, corrispondenti a 460,51 lire nuove del Piemonte, pagate trimestralmente.

Con l'abolizione della figura del cappellano maestro, l'incarico dell'insegnamento è passato a docenti laici, con tempi anche molto variabili da località a località.

## Tipi di cappellanie

### Istruzione
I cappellani scolastici sono una figura fissa nelle scuole religiose e in quelle laiche. Nelle scuole religiose il ruolo del cappellano tende ad essere educativo e liturgico, nelle scuole laiche quello di mentore e fornitore di servizi di assistenza pastorale. I cappellani si prendono cura degli studenti supportandoli nei momenti di crisi o di bisogno. Molti cappellani gestiscono programmi per promuovere il benessere di studenti, personale scolastico e genitori, compresi programmi per aiutare gli studenti ad affrontare il dolore, la rabbia o la depressione. I cappellani costruiscono anche relazioni con gli studenti partecipando ad attività extracurriculari come programmi per la colazione, gruppi per il pranzo e gruppi sportivi. I cappellani scolastici possono anche collaborare con organizzazioni esterne che forniscono servizi di supporto alla scuola. I cappellani sono stati anche definiti animatori spirituali (anche animatori della fede o animatori pastorali) sulla base del concetto francese di animation spirituelle o cura spirituale.
In Australia, i cappellani nelle scuole statali sono stati finanziati, in modo controverso, dal governo federale e dalle comunità locali dal 2007. I cappellani australiani assistono le comunità scolastiche nel sostenere il benessere spirituale, sociale ed emotivo dei loro studenti. I servizi di cappellania sono forniti da società non confessionali.
Allo stesso modo, in Scozia, l'attenzione del cappellano scolastico è rivolta al benessere e alla costruzione di relazioni positive, partecipando alle escursioni con gli studenti e condividendo i pasti. I cappellani sono anche laici e fungono da collegamento tra la comunità scolastica e la società. Come i cappellani australiani, ci si aspetta che non facciano proselitismo.
In Irlanda, la cappellania adotta un approccio molto diverso, in cui ci si aspetta che i cappellani insegnino fino a 4 ore di lezione a settimana e sono solitamente cattolici. I compiti della cappellania includono visite alle case, servizi religiosi, ritiri e celebrazioni, nonché consulenza.

#### Istruzione superiore
Per l'istruzione superiore, i cappellani sono nominati da molti college e università, a volte lavorando direttamente per l'istituzione, e talvolta come rappresentanti di organizzazioni separate che lavorano specificamente per supportare gli studenti, come l'Hillel International per gli ebrei o i Newman Centers for Catholics. Negli Stati Uniti, la National Association of College and University Chaplains lavora per sostenere gli sforzi di molti di questi cappellani, aiutandoli a servire la fede individuale di studenti, docenti e personale, promuovendo al contempo la comprensione interreligiosa. I cappellani spesso supervisionano anche programmi nel campus che promuovono lo scambio spirituale, etico, religioso, politico e culturale e la promozione del servizio.

### Cappellani industriali

#### Forze dell'ordine e polizia
I cappellani delle forze dell'ordine o di polizia lavorano con e come parte delle forze dell'ordine locali, regionali, provinciali, statali, nazionali o federali e forniscono una varietà di servizi. Non devono essere confusi con i cappellani carcerari, il cui ministero principale è rivolto a coloro che sono incarcerati in attesa di processo o dopo la condanna. Il ruolo del cappellano delle forze dell'ordine si occupa principalmente del personale e delle agenzie delle forze dell'ordine. Il cappellano risponde a queste esigenze e sfide specifiche con guida religiosa, presenza rassicurante e affidabile, risorse e servizi di consulenza. Offre supporto agli agenti delle forze dell'ordine, agli amministratori, al personale di supporto, alle vittime e alle loro famiglie e, occasionalmente, anche alle famiglie di imputati o condannati. Deve avere una formazione adeguata se lavora con gli agenti delle forze dell'ordine. Alcuni ministeri, come il Chaplain Fellowship Ministries, richiedono che i cappellani delle forze dell'ordine siano certificati in Cappellania per la Sicurezza Pubblica prima di ottenere la certificazione come cappellani delle forze dell'ordine. La maggior parte dei cappellani indossa un'uniforme e alcuni possono avere un grado. Indosseranno sempre insegne o segni distintivi per indicare il loro status di cappellano piuttosto che di uomo di legge.

#### Vigili del fuoco
I cappellani che lavorano con i vigili del fuoco forniscono lo stesso tipo di supporto dei cappellani che lavorano con le forze dell'ordine e talvolta corrono pericoli ancora maggiori lavorando con i feriti in ambienti spesso molto pericolosi.
Sulla scena degli attacchi dell'11 settembre al World Trade Center di New York City, ad esempio, il cappellano del dipartimento dei vigili del fuoco di New York City, Mychal Judge, fu ucciso da detriti volanti dalla Torre Sud quando rientrò nell'atrio della Torre Nord, poco dopo aver somministrato l'estrema unzione a un pompiere ferito.

#### Lavoro
Molti cappellani sul posto di lavoro (comunemente chiamati cappellani industriali) sono sponsorizzati dai sindacati, compresi in alcuni casi cappellani di polizia e vigili del fuoco. La United Auto Workers Union (UAW) sponsorizza un programma di cappellania per tutti i suoi sindacati locali. A New York City, l'Electricalians Union (IBEW Local 3) ha organizzazioni cattoliche, episcopali, greco-ortodosse e massoniche affiliate con cappellani.
I cappellani sindacali sono spesso considerati una figura vantaggiosa in quanto rispondono ai dipendenti e non alla dirigenza aziendale.

#### Porti
In molti porti, in particolare nel Nord America e in Europa, ci sono organizzazioni di cappellania che forniscono servizi religiosi e di assistenza sociale ai marittimi mentre sono in porto. Questo ministero in genere si manifesta attraverso l'imbarco sulle navi per parlare con i marittimi, mantenendo centri vicino al porto con cappelle, spazi per il relax e internet e fornendo trasporto ai marittimi in licenza a terra. Tra le principali organizzazioni internazionali del ministero dei marittimi figurano Stella Maris, la Mission to Seafarers, la Sailors' Society, la Deutsche Seemannsmission e l'International Christian Maritime Association.

#### Aziende
Alcune aziende, grandi o piccole, impiegano cappellani per il loro personale o la clientela. I servizi forniti possono includere servizi di assistenza e consulenza ai dipendenti; seminari sul benessere; gestione dei conflitti e mediazione; sviluppo della leadership e della gestione; e risposta a traumi/incidenti gravi.

### Militare
I cappellani militari forniscono supporto pastorale, spirituale ed emotivo al personale di servizio, inclusa la celebrazione di funzioni religiose in mare, nelle basi o sul campo. I primi cappellani inglesi orientati all'esercito, ad esempio, furono sacerdoti a bordo di navi proto-navali durante l'VIII secolo. I cappellani di terra apparvero durante il regno di re Edoardo I. La figura attuale del cappellano militare risale al periodo della prima guerra mondiale.
I cappellani vengono nominati o incaricati in modi diversi nei diversi paesi. Un cappellano militare può essere un soldato addestrato nell'esercito con ulteriore formazione teologica o una persona ordinata nominata nell'esercito dalle autorità religiose. Nel Regno Unito, il Ministero della Difesa impiega cappellani, ma la loro autorità deriva dalla chiesa di provenienza. I cappellani della Royal Navy frequentano un corso di addestramento e formazione personalizzato di 16 settimane, che include un breve corso presso il Britannia Royal Naval College e un periodo di specializzazione in mare a fianco di un cappellano più esperto. I cappellani della Marina chiamati a prestare servizio nei Royal Marines seguono un estenuante corso di Commando di 5 mesi e, in caso di successo, indossano il Berretto Verde dei commando. I cappellani dell'Esercito britannico frequentano un addestramento di 7 settimane presso l'Armed Forces Chaplaincy Centre Beckett House e la Royal Military Academy Sandhurst. I cappellani della Royal Air Force devono completare un corso di 12 settimane per specialisti presso il RAF College Cranwell, seguito dal corso di introduzione per cappellani presso l'Armed Forces Chaplaincy Centre Beckett House di altre 2 settimane. La Marina degli Stati Uniti spesso offre una formazione da cappellano ai cadetti che cercano un percorso teologico nell'esercito. Inoltre, una volta ordinati, viene loro concesso un impiego immediato come cappellani della Marina. Inoltre, nell'esercito degli Stati Uniti, i cappellani devono essere approvati dalla loro affiliazione religiosa per poter prestare servizio in qualsiasi ambito militare. In alcuni casi, come quello della Marina degli Stati Uniti, può essere nominato uno specialista del programma religioso per aiutare ad alleviare alcuni dei doveri affidati ai cappellani della Marina. 

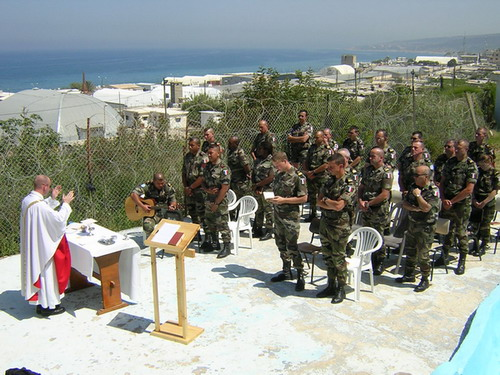
Soldati francesi dell'UNIFIL partecipano a una messa cattolica in Libano.

Ai cappellani militari viene normalmente riconosciuto lo status di ufficiale, sebbene la Sierra Leone abbia avuto un cappellano Caporale della Marina nel 2001. Nella maggior parte delle marine militari, i loro distintivi e le loro insegne non differenziano i livelli di responsabilità e lo status. Al contrario, nelle aeronautiche e negli eserciti, in genere portano i gradi e sono differenziati da croci o altre insegne religiose equivalenti. Tuttavia, i cappellani militari degli Stati Uniti in ogni corpo portano sia il grado che le insegne del Corpo dei Cappellani.
Sebbene la Convenzione di Ginevra non stabilisca se i cappellani possano portare armi, specifica (Protocollo I, 8 giugno 1977, Art. 43.2) che i cappellani sono non combattenti. Sia il Regno Unito che gli Stati Uniti hanno richiesto che i cappellani, ma non il personale medico, siano disarmati. Altre nazioni, in particolare Norvegia, Danimarca e Svezia, ne fanno una questione di coscienza individuale. I cappellani catturati non sono considerati prigionieri di guerra (Terza Convenzione, 12 agosto 1949, Capitolo IV Art. 33) e devono essere rimpatriati nel loro Paese d'origine, a meno che non vengano trattenuti per assistere i prigionieri di guerra.
Inevitabilmente, un numero significativo di cappellani in servizio è morto in azione. 100 cappellani dell'Esercito degli Stati Uniti e del Corpo dei Marines degli Stati Uniti furono uccisi in azione durante la seconda guerra mondiale: un tasso di vittime superiore "a qualsiasi altra branca delle forze armate, eccetto la fanteria e l'Army Air Corps". Molti sono stati decorati per il coraggio in azione (5 hanno vinto la più alta onorificenza britannica per il coraggio, la Victoria Cross). La Chaplain's Medal for Heroism è una speciale decorazione militare statunitense assegnata ai cappellani militari caduti nell'adempimento del dovere, sebbene finora sia stata assegnata solo ai famosi Quattro Cappellani, tutti morti nell'affondamento del Dorchester nel 1943 dopo aver ceduto i propri giubbotti di salvataggio ad altri. Oltre a questi, altri 5 cappellani statunitensi hanno ricevuto la Medal of Honor. I cappellani militari della Chaplain Fellowship Ministries sono aconfessionali. Per essere presi in considerazione per la nomina a cappellano militare, i candidati devono prima essere ordinati e avere un'approvazione ecclesiastica da parte di un valido gruppo di fede religiosa riconosciuto dal Dipartimento della Difesa e devono soddisfare tutti i requisiti di tale Dipartimento. La Chaplain Fellowship ha avuto cappellani militari in servizio in Iraq e in Afghanistan.
Nel 2006, i materiali di addestramento ottenuti dall'intelligence statunitense hanno mostrato che i cecchini degli insorti che combattevano in Iraq venivano spinti a individuare e attaccare ingegneri, medici e cappellani sulla base della teoria che quelle vittime avrebbero demoralizzato intere unità nemiche. Lo United States European Command ha co-sponsorizzato una conferenza annuale internazionale dei capi militari dei cappellani ogni anno dal 1991 per considerare le varie questioni che riguardano il ministero dei cappellani e altro personale militare. A volte, l'esistenza dei cappellani militari è stata messa in discussione nei paesi che hanno una separazione tra Stato e Chiesa. Tuttavia, uno dei principali problemi che riguardano i cappellani e il personale militare è quello del danno morale derivante da conflitti internazionali e terrorismo.

### Musica
Alcuni cappellani usano la musica dal vivo come strumento terapeutico. La musica può aiutare nella guarigione, nell'accesso alla fede e alle emozioni più profonde e nell'aiutare a costruire un rapporto nella relazione di cappellania.

### Organi parlamentari

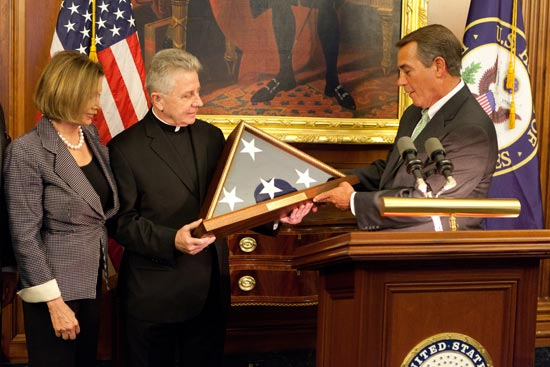
John Boehner e Nancy Pelosi consegnano una bandiera che sventola sul Campidoglio a Padre Daniel Coughlin in riconoscimento dei suoi 11 anni di servizio come cappellano della Camera dei rappresentanti degli Stati Uniti, aprile 2011.

Alcune nazioni, tra cui gli Stati Uniti e il Regno Unito, hanno cappellani nominati per lavorare con gli organi parlamentari, come il cappellano del Senato degli Stati Uniti, il cappellano della Camera dei rappresentanti degli Stati Uniti e il cappellano del presidente della Camera dei comuni. Oltre ad aprire i lavori con la preghiera, questi cappellani forniscono consulenza pastorale ai membri del Congresso, ai loro staff e alle loro famiglie; coordinano la programmazione dei cappellani ospiti, che offrono preghiere di apertura; organizzano e talvolta conducono matrimoni, servizi commemorativi e servizi funebri per il Congresso, lo staff e le loro famiglie; e conducono o coordinano anche servizi religiosi, gruppi di studio, incontri di preghiera, programmi per le vacanze e programmi di educazione religiosa.

### Regalità e nobiltà
I monarchi hanno sempre avuto il diritto di tenere servizi religiosi privati, insieme al privilegio di nominare i propri cappellani per servire loro e le loro famiglie. Sin dal tardo periodo medievale, i duchi e i nobili di rango inferiore hanno avuto la capacità di nominare un certo numero di cappellani. La questione di chi ha l'autorità di qualificare i cappellani è stata il cuore della controversia sulle investiture nella Germania medievale.

### Carcere

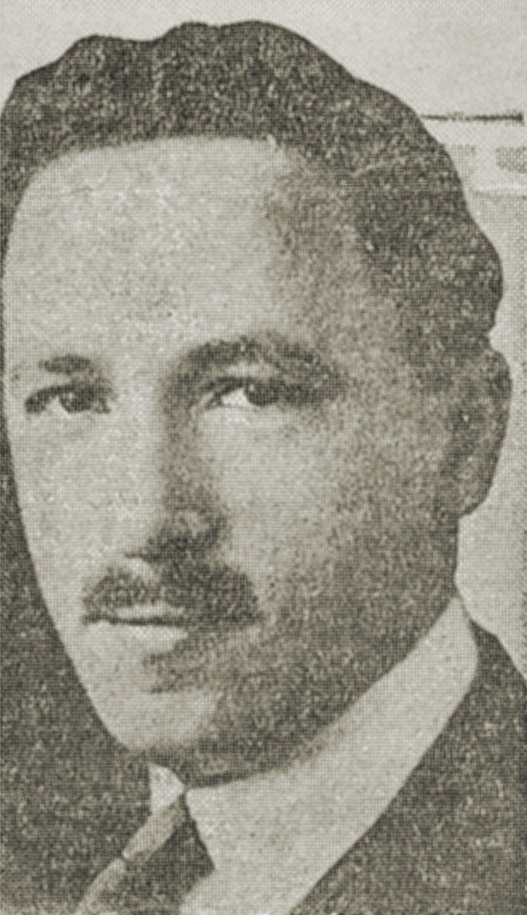
Rabbino Philip R. Alstat, circa 1920, cappellano ebreo presso "The Tombs", il carcere di Manhattan, per trent'anni.

I cappellani carcerari possono essere una “valvola di sicurezza, attraverso l’ascolto e l’intervento pro-sociale” in situazioni potenzialmente pericolose e ridurre la recidiva.

### Sport
I cappellani sportivi esistono dalla metà del XX secolo e sono cresciuti significativamente in modo progressivo. Gli Stati Uniti, il Regno Unito e l'Australia dispongono di ministeri di cappellania sportiva cristiana ben consolidati.
I cappellani sportivi sono persone provenienti da diversi contesti sociali. Nella maggior parte dei casi sono ministri di culto o operatori cristiani a tempo pieno, ma occasionalmente il lavoro di cappellania viene svolto gratuitamente o con alcun compenso economico. Spesso, i cappellani sportivi di un particolare sport sono ex praticanti di quello sport. Questo aiuta il cappellano non solo a fornire supporto spirituale e guida a un giocatore, ma anche a dargli la capacità di entrare in empatia e di relazionarsi con alcune delle sfide che il giocatore con cui sta svolgendo il suo ministero.

### Animali
I cappellani veterinari servono le persone e i loro animali, esercitando il loro ministero in relazione alla spiritualità associata agli animali e ai loro legami con gli esseri umani. Una funzione importante è il supporto al lutto e la preghiera. Altri servizi includono il supporto in hospice mentre gli animali vengono curati verso la fine della loro vita; supporto in caso di crisi sanitarie animali, anche presso l'ospedale veterinario; svolgimento di servizi per benedizioni animali, cerimonie di denominazione/adozione e cerimonie di celebrazione di fine vita. I cappellani veterinari possono anche offrire sermoni e guida spirituale sul legame uomo/animale e sulle nostre responsabilità nei confronti degli animali; e alcuni possono visitare case di cura e ospedali con assistenti terapeutici per animali. Altri cappellani veterinari possono impartire benedizioni agli operatori sanitari per la cura degli animali; assistere nella comunicazione uomo/animale; e offrire cure alternative per gli animali come il Reiki o l'agopuntura per animali.

### Colonie

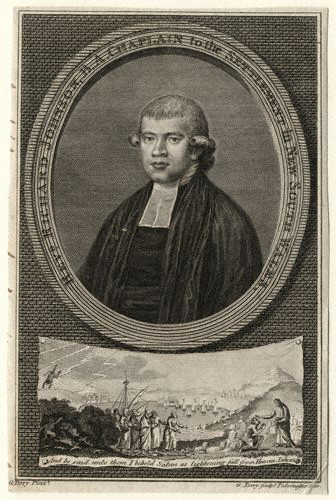
Richard Johnson

Un cappellano coloniale veniva nominato in una colonia. Il termine è comunemente usato per riferirsi al cappellano nominato come non militare in una delle colonie della Corona tra la fine del XVIII e l'inizio del XIX secolo. Richard Johnson (1756–1827) fu il primo cappellano coloniale nominato nella nuova colonia carceraria del Nuovo Galles del Sud nel 1786.

### Ambiente
La cappellania ambientale è un campo emergente all'interno della cappellania. I cappellani ambientali (noti anche come eco-cappellani, cappellani della Terra, cappellani della natura) forniscono assistenza spirituale in un modo che onora il profondo legame dell'umanità con la Terra. I cappellani ambientali ricoprono molteplici ruoli. Possono supportare chi lavora in prima linea su questioni come il cambiamento climatico o altre problematiche ambientali, oppure possono supportare le persone colpite da disastri industriali o di altro tipo offrendo assistenza pastorale, presenza e rituali.

### Assistenza sanitaria

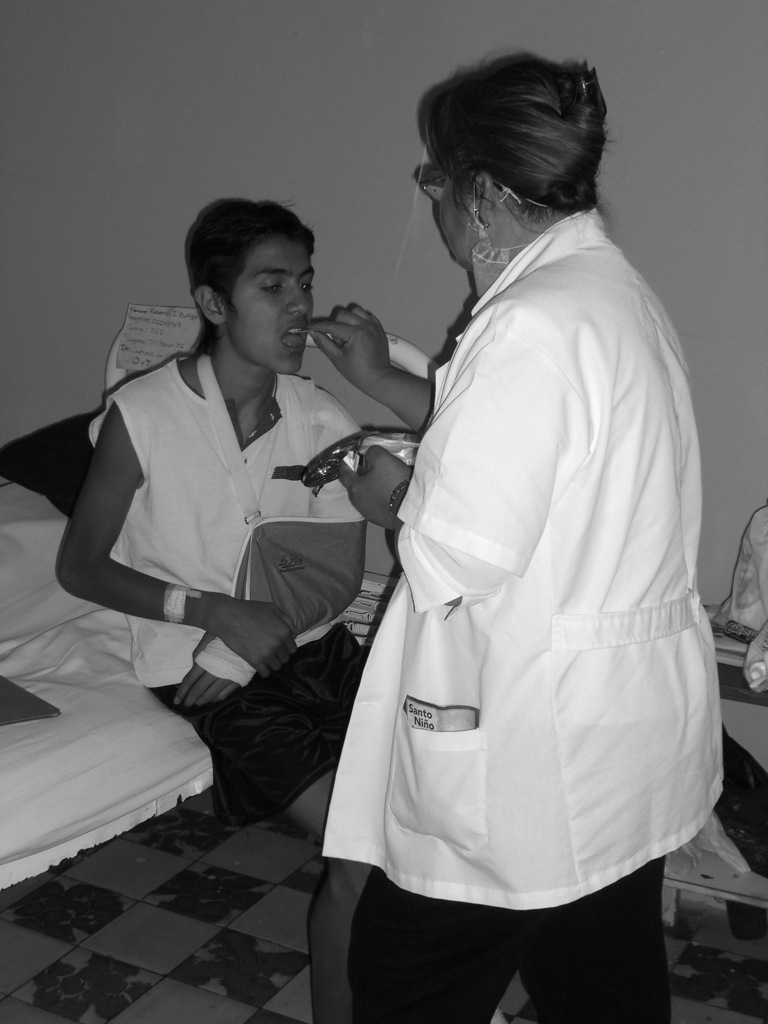
Una persona ricoverata in ospedale riceve la comunione da una cappellana a Guadalajara.

Molti ospedali, case di cura, residenze assistite e hospice impiegano cappellani per assistere i pazienti, le famiglie e il personale in relazione ai loro bisogni spirituali, religiosi ed emotivi. I cappellani sono spesso impiegati anche presso residenze sanitarie assistenziali (RCFE) e case di cura specializzate (SNF). I cappellani si prendono cura sia di persone di ogni fede che di quelle senza fede.
Negli Stati Uniti, i cappellani sanitari certificati hanno completato un minimo di quattro unità di formazione in Educazione Pastorale Clinica. La certificazione richiede in genere un Master in Teologia (o equivalente), l'ordinazione o l'incarico di un gruppo religioso, l'approvazione del gruppo religioso e quattro unità (1600 ore) di Educazione Pastorale Clinica (la Military Chaplains Association degli Stati Uniti d'America ne richiede di più). Il Chaplain Innovation Lab, fondato nel 2008, ha risposto alle esigenze pastorali uniche della pandemia di COVID-19.
In Canada, i cappellani sanitari possono essere certificati dalla Canadian Association for Spiritual Care.
Nel Regno Unito, i cappellani sanitari sono impiegati dal loro NHS Trust locale (Health Boards in Scozia e Galles) o da enti di beneficenza associati all'erogazione di assistenza sanitaria, come hospice o ospedali privati. In Inghilterra, il NHS pubblica occasionalmente linee guida sulla pratica del cappellano. I cappellani del Regno Unito provengono da una vasta gamma di contesti religiosi e di credo e non sono necessariamente ordinati o leader religiosi riconosciuti. In Scozia, il cappellano sanitario si è evoluto fino a diventare "generico" dal 2002 in poi; ovvero fornisce assistenza spirituale a tutte le persone e i cappellani non rappresentano un gruppo religioso o di credo. Possono lavorare a tempo pieno o parziale, e alcuni lavorano non retribuiti ma con un riconoscimento formale da parte di un gruppo religioso o di credo per quanto riguarda la loro formazione e il loro status e possono essere definiti cappellani onorari. Il più grande organismo professionale del Regno Unito è il College of Health Care Chaplains. Storicamente la Scozia aveva un organismo professionale distinto, la Scottish Association of Chaplains in Healthcare (SACH), ma questa si è poi sciolta. Anche l'Irlanda del Nord ha la Healthcare Chaplains Association. L'iscrizione al College of Health Care Chaplains storicamente non era aperta ai preti cattolici poiché comporta l'iscrizione al sindacato Unite, ma ciò è cambiato nell'aprile 2018. I cappellani che lavorano in un contesto di cure palliative possono anche scegliere di aderire all'Association of Hospice and Palliative Care Chaplains. Esistono anche altre reti meno formali a supporto della cappellania in contesti pediatrici e della cappellania basata sui medici di base.
Nel Regno Unito esiste anche l'UK Board of Healthcare Chaplaincy (UKBHC), istituito per regolamentare il ministero e la pratica professionale dei cappellani sanitari. L'ente pubblica un codice di condotta a cui tutti i cappellani registrati sono tenuti a attenersi. L'UKBHC ha presentato con successo domanda alla Professional Standards Authority per diventare un registro accreditato dei cappellani sanitari.
Le riviste sottoposte a revisione paritaria che pubblicano articoli accademici e ricerche sulla cappellania sanitaria includono il Journal of Health Care Chaplaincy, la rivista internazionale Health and Social Care Chaplaincy e il Journal of Religion and Health.

### Crociera
Lavorando a bordo delle navi da crociera, i cappellani di bordo forniscono supporto pastorale e spirituale sia ai passeggeri che ai membri dell'equipaggio. Con la collaborazione delle compagnie di crociera, i cappellani rimangono normalmente a bordo per l'intera durata della crociera. L'organizzazione benefica cattolica Apostleship of the Sea impiega cappellani a bordo delle navi P&O Cruises e Cunard Line durante i periodi natalizi e pasquali. Sebbene l'assistenza ai passeggeri faccia parte del ruolo dei cappellani di Apostleship of the Sea, il loro obiettivo principale è il benessere dell'equipaggio, che spesso può trascorrere molti mesi in mare lontano da casa.

### Ambiente domestico
Un cappellano domestico era un cappellano assegnato a una famiglia nobile al fine di garantire un certo grado di autosufficienza religiosa. Il cappellano era esonerato da qualsiasi obbligo di residenza in un luogo specifico, potendo così viaggiare con la famiglia, anche all'estero se necessario, e provvedere ai loro bisogni spirituali. Inoltre, la famiglia poteva nominare un cappellano che riflettesse le proprie convinzioni dottrinali. I cappellani domestici celebravano battesimi, funerali e matrimoni in famiglia e potevano officiare funzioni religiose nella cappella privata della famiglia, esentando la nobiltà dal partecipare al culto pubblico.
In epoca feudale la maggior parte dei laici, e per secoli anche la maggior parte dei nobili, erano scarsamente istruiti e il cappellano sarebbe stato anche un'importante fonte di istruzione in casa, istruendo i bambini e fornendo consigli alla famiglia su questioni più ampie della religione.
Il cappellano domestico ebbe un ruolo importante nella vita della nobiltà inglese dal regno di Enrico VIII fino alla metà del XIX secolo. Fino al 1840, i cappellani domestici anglicani erano regolamentati dalla legge e godevano del notevole vantaggio economico di poter acquistare una licenza per detenere due benefici contemporaneamente senza risiedere in nessuno dei due.
Molte monarchie e importanti case nobiliari avevano, o hanno ancora, diversi cappellani domestici o privati come parte della loro Casa Ecclesiastica, sia al loro seguito che annessi a un castello o altra residenza. La regina Elisabetta II aveva 36 cappellani anglicani, oltre ai cappellani straordinari e onorari nominati per assisterla. I castelli con cappellani annessi avevano generalmente almeno una Cappella Reale, a volte importante quanto una cattedrale.

### Altro

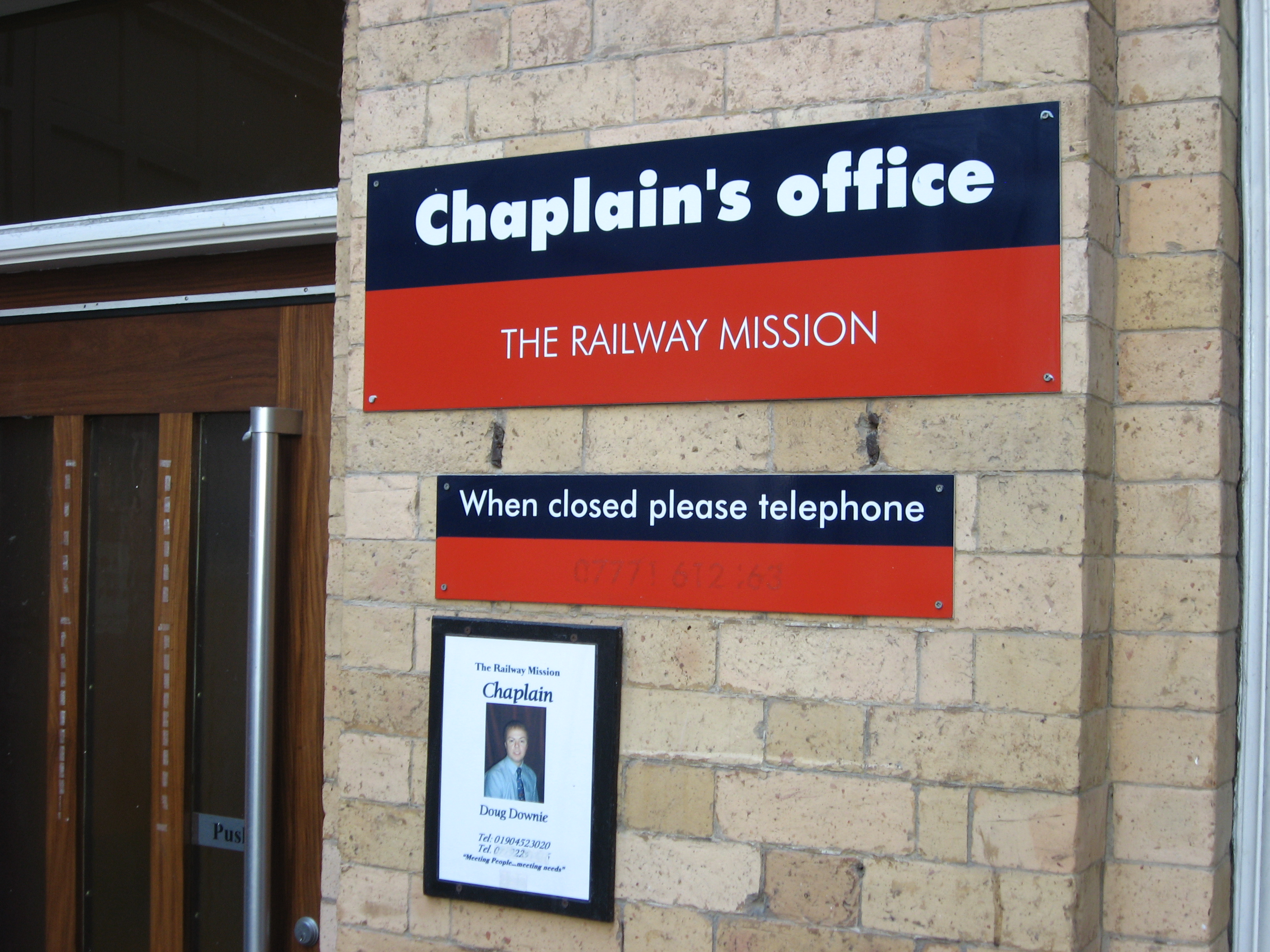
Ufficio del cappellano, stazione di York.

Ci sono anche cappellani di club privati, stazioni televisive o radiofoniche, famiglie, squadre comunitarie, aeroporti, locali notturni, teatri, gruppi come Boys' Brigade/Girls' Brigade e Scout.
Il termine può anche riferirsi ai sacerdoti annessi ai conventi cattolici. Esiste anche la posizione di Cappellano di Sua Santità, un titolo concesso dal Papa ad alcuni sacerdoti che entrano a far parte della Casa pontificia e collaborano con la Cappella Pontificia.
Nella Chiesa anglicana e in altre chiese anglicane, i "cappellani esaminatori" di un vescovo sono coloro (di solito sacerdoti) che esaminano i candidati all'ordinazione e consigliano il vescovo sulla loro idoneità. Questo ruolo e le procedure di ordinazione sono variati notevolmente nella storia delle chiese e tra le chiese stesse.